# Gheorghe Popescu
Gheorghe Popescu, cunoscut mai ales ca Gică Popescu (n. 9 octombrie 1967, Calafat, jud. Dolj) este un fost fotbalist român, actualmente impresar.
A participat cu echipa națională de fotbal a României la trei turnee finale ale Campionatelor mondiale (1990, 1994 și 1998) și la două ale Campionatelor europene de fotbal (1996 și 2000). De-a lungul carierei a jucat la CS Universitatea Craiova, Dinamo București, Steaua București, PSV Eindhoven, Tottenham Hotspur, FC Barcelona, U.S. Lecce, Galatasaray S.K. (cu care a câștigat Cupa UEFA în 2000) și SV Hannover 96, câștigând 13 trofee.
A fost căpitanul celebrei echipe FC Barcelona, cu care a câștigat Cupa Cupelor.

## După retragere
După retragerea din fotbal, a intrat în afaceri și și-a deschis propria școală de fotbal (Școala de Fotbal Gică Popescu) la Craiova. Era văzut ca un apropiat al fraților Giovanni și Victor Becali pana la momentul condamnarilor la inchisoare.
În 2005 a candidat pentru președinția Federației Române de Fotbal împotriva fostului președinte Mircea Sandu, însă la alegerile din 21 noiembrie a adunat doar 102 voturi, față de 187 ale contracandidatului său. În martie 2008 a fost decorat cu Ordinul „Meritul Sportiv” clasa a III-a, pentru rezultatele obținute la turneele finale din perioada 1990-2000 și pentru întreaga activitate.
Începând cu ianuarie 2008, Popescu a fost anchetat de Direcția Națională Anticorupție, fiind acuzat de înșelăciune, evaziune și spălare de bani, într-un dosar care privește transferurile a 12 fotbaliști, din perioada 1999–2005. Popescu se numără printre cei zece impresari și patroni de cluburi de fotbal împotriva cărora procurorii DNA au anunțat începerea urmăririi penale, pentru mai multe infracțiuni - înșelăciune, evaziune fiscală și spălare de bani, precum și prejudicierea a patru cluburi cu suma de zece milioane de euro. În martie 2014, Popescu a fost condamnat la trei ani și o lună de închisoare. A fost eliberat condiționat în noiembrie 2015.
Gheorghe Popescu deține un holding alcătuit din zece firme, cu proiecte în domeniile hotelier și imobiliar-birouri, spații comerciale și rezidențial. În anul 2008, averea lui era estimată la 40 milioane de euro.
Deține și compania Energie Investments Group (EIG), prin intermediul căreia intenționează să intre pe piața energiei eoliene.

## Palmares
Steaua București
- Liga I: 1987-88
- Cupa României: 1987-88

PSV Eindhoven
- Eredivisie: 1990-91, 1991-92
- Super Cupa Olandeză: 1991-92

FC Barcelona
- Copa del Rey: 1996-97
- Super Cupa Spaniei: 1996
- Cupa Cupelor: 1996–97

Galatasaray
- Turkcell Süper Lig: 1997-98, 1998-99, 1999-00
- Cupa Turciei: 1998-99, 1999-00
- Cupa Uefa: 1999-00
- Supercupa Europei: 2000

Individual
- Fotbalist român al anului: 1989, 1990, 1991, 1992, 1995, 1996

## Statistică
| Clubul   | Clubul                | Clubul         | Liga | Liga   | Cupa           | Cupa           | Cupa ligii | Cupa ligii | Continental | Continental | Total | Total  |
| Sezon    | Club                  | Liga           | Apar | Goluri | Apar           | Goluri         | Apar       | Goluri     | Apar        | Goluri      | Apar  | Goluri |
| -------- | --------------------- | -------------- | ---- | ------ | -------------- | -------------- | ---------- | ---------- | ----------- | ----------- | ----- | ------ |
| 1984/85  | Universitatea Craiova | Divizia A      | 2    | 0      |                |                |            |            |             |             |       |        |
| 1985/86  | Universitatea Craiova | Divizia A      | 18   | 1      |                |                |            |            |             |             |       |        |
| 1986/87  | Universitatea Craiova | Divizia A      | 31   | 1      |                |                |            |            |             |             |       |        |
| 1987/88  | Universitatea Craiova | Divizia A      | 14   | 1      |                |                |            |            |             |             |       |        |
| 1987/88  | Steaua București      | Divizia A      | 13   | 1      |                |                |            |            | 6           |             |       |        |
| 1988/89  | Universitatea Craiova | Divizia A      | 33   | 8      |                |                |            |            |             |             |       |        |
| 1989/90  | Universitatea Craiova | Divizia A      | 26   | 7      |                |                |            |            |             |             |       |        |
| Olanda   | Olanda                | Olanda         | Liga | Liga   | KNVB beker     | KNVB beker     | Cupa ligii | Cupa ligii | Europa      | Europa      | Total | Total  |
| 1990/91  | PSV Eindhoven         | Eredivisie     | 30   | 5      |                |                |            |            |             |             |       |        |
| 1991/92  | PSV Eindhoven         | Eredivisie     | 29   | 7      |                |                |            |            |             |             |       |        |
| 1992/93  | PSV Eindhoven         | Eredivisie     | 24   | 6      |                |                |            |            |             |             |       |        |
| 1993/94  | PSV Eindhoven         | Eredivisie     | 23   | 5      |                |                |            |            |             |             |       |        |
| 1994/95  | PSV Eindhoven         | Eredivisie     | 2    | 0      |                |                |            |            |             |             |       |        |
| Anglia   | Anglia                | Anglia         | Liga | Liga   | FA Cup         | FA Cup         | Cupa ligii | Cupa ligii | Europa      | Europa      | Total | Total  |
| 1994/95  | Tottenham Hotspur     | Premier League | 23   | 3      |                |                |            |            |             |             |       |        |
| Spania   | Spania                | Spania         | Liga | Liga   | Copa del Rey   | Copa del Rey   | Cupa ligii | Cupa ligii | Europa      | Europa      | Total | Total  |
| 1995/96  | Barcelona             | La Liga        | 39   | 5      | 7              | 2              | –          | –          | 8           | 1           | 54    | 8      |
| 1996/97  | Barcelona             | La Liga        | 29   | 4      | 5              | 0              | –          | –          | 8           | 1           | 42    | 5      |
| Turcia   | Turcia                | Turcia         | Liga | Liga   | Cupa Turciei   | Cupa Turciei   | Cupa ligii | Cupa ligii | Europa      | Europa      | Total | Total  |
| 1997/98  | Galatasaray           | Întâia Ligă    | 32   | 2      |                |                |            |            |             |             |       |        |
| 1998/99  | Galatasaray           | Întâia Ligă    | 29   | 1      |                |                |            |            |             |             |       |        |
| 1999/00  | Galatasaray           | Întâia Ligă    | 24   | 2      |                |                |            |            |             |             |       |        |
| 2000/01  | Galatasaray           | Întâia Ligă    | 24   | 0      |                |                |            |            |             |             |       |        |
| 2001/02  | Galatasaray           | Süper Lig      | 1    | 0      |                |                |            |            |             |             |       |        |
| Italia   | Italia                | Italia         | Liga | Liga   | Cupa Italiei   | Cupa Italiei   | Cupa ligii | Cupa ligii | Europa      | Europa      | Total | Total  |
| 2001/02  | Lecce                 | Serie A        | 28   | 3      |                |                |            |            |             |             |       |        |
| România  | România               | România        | Liga | Liga   | Cupa României  | Cupa României  | Cupa ligii | Cupa ligii | Europa      | Europa      | Total | Total  |
| 2002/03  | Dinamo București      | Divizia A      | 8    | 0      |                |                |            |            |             |             |       |        |
| Germania | Germania              | Germania       | Liga | Liga   | Cupa Germaniei | Cupa Germaniei | Cupa ligii | Cupa ligii | Europa      | Europa      | Total | Total  |
| 2002/03  | Hannover              | Bundesliga     | 14   | 1      |                |                |            |            |             |             |       |        |
| Țara     | România               | România        | 145  | 19     |                |                |            |            |             |             |       |        |
| Țara     | Olanda                | Olanda         | 108  | 23     |                |                |            |            |             |             |       |        |
| Țara     | Anglia                | Anglia         | 23   | 3      |                |                |            |            |             |             |       |        |
| Țara     | Spania                | Spania         | 68   | 9      |                |                |            |            |             |             |       |        |
| Țara     | Turcia                | Turcia         | 106  | 5      |                |                |            |            |             |             |       |        |
| Țara     | Italia                | Italia         | 28   | 3      |                |                |            |            |             |             |       |        |
| Țara     | Germania              | Germania       | 14   | 1      |                |                |            |            |             |             |       |        |
| Total    | Total                 | Total          | 492  | 63     |                |                |            |            |             |             |       |        |

| România | România | România |
| Anul    | Apar    | Goluri  |
| ------- | ------- | ------- |
| 1988    | 4       | 0       |
| 1989    | 8       | 1       |
| 1990    | 14      | 0       |
| 1991    | 6       | 0       |
| 1992    | 4       | 1       |
| 1993    | 4       | 0       |
| 1994    | 15      | 1       |
| 1995    | 5       | 0       |
| 1996    | 8       | 6       |
| 1997    | 7       | 4       |
| 1998    | 12      | 2       |
| 1999    | 8       | 0       |
| 2000    | 6       | 0       |
| 2001    | 5       | 1       |
| 2002    | 8       | 0       |
| 2003    | 1       | 0       |
| Total   | 115     | 16      |

## Cărți
- Nanu, Daniel (2003). Gică Popescu - Viața mea. Editura Edigold S.R.L. ISBN 973-0-02985-7.
- Popescu, Gheorghe (2014). Abordări teoretice și practico-metodice ale predării jocului de fotbal în centrele de copii și juniori din perspectivă interdisciplinară. Craiova: Scrisul Românesc Fundația - Editura. ISBN 978-606-674-033-3.[12]
- Popescu, Gheorghe (2014). Considerații privind optimizarea strategiei de promovare a jocului de fotbal la nivel școlar. Craiova: Scrisul Românesc Fundația - Editura. ISBN 978-606-674-041-8.[13]
- Popescu, Gheorghe (2014). Fotbal pentru viitori fotbaliști profesioniști. Craiova: Scrisul Românesc Fundația - Editura. ISBN 978-606-674-055-5.[14]

## Vezi și
- Dosarul Transferurilor